# Pascale (famiglia)
I Pascale o Pascal d'Ilonza (nelle fonti anche Pascali, Pasquale, Paschalis) furono una nobile famiglia cuneese, originaria di Cavaglià, investita dei titoli di conti di Ilonza e baroni di Nucetto.

## Storia

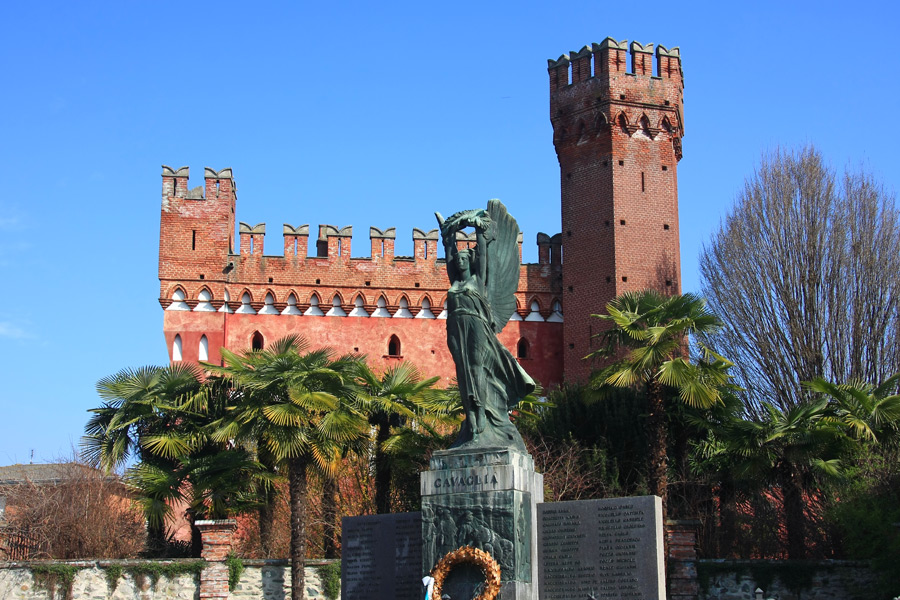
Cavaglià, veduta

Antica famiglia decurionale de platea di Cuneo originaria di Cavaglià, presente nell'elenco del 1535 e nel Consiglio di Cuneo sin dal 1516, viene menzionata nei consegnamenti d'Arme Piemontesi del 1580, del 1613-1614 e del 1687-1689. Imparentata per via matrimoniale con i Bruno di Tornaforte, i Melano conti di Portula, i Meynier di Valmeynier e Villanova, ebbe numerosi sindaci di Cuneo, tra i quali possono essere ricordati Simone Pascale che fu sindaco nel 1635 e 1642, già decurione (1634-37, 1642-45), Giuseppe Maria Pascale in Consiglio fra 1692 e 1716 e quattro volte sindaco della città, e il cavaliere Luigi Pascale d'illonza, sindaco nell'ultimo decennio del XVIII secolo.
Ai Pascale appartennero anche Gian Luigi, riformatore calvinista e il nipote Carlo, diplomatico naturalizzato francese, vissuti nel Cinquecento.
I Pascale, entrati nella feudalità piemontese alla fine del Seicento, nel 1729 furono investiti, nella persona di Carlo Francesco (in francese Charles-François Pascalis o Charles-François Pascal),  del titolo di conti di Ilonza, oggi in Francia, nel dipartimento delle Alpi Marittime della regione della Provenza-Alpi-Costa Azzurra. Un altro ramo familiare fu investito del titolo di baroni di Nucetto.
La cappella di famiglia si trova nel complesso monumentale di San Francesco e nella chiesa di San Pietro del Gallo in Cuneo.

## Membri illustri
- Carlo Pascale (Cuneo, 1547 - Abbeville, 1625), diplomatico naturalizzato francese, avvocato generale nel parlamento di Rouen.
- Gian Luigi Pascale (Cuneo, 1525 - Roma, 1560), editore calvinista.
- Carlo Pascale D'Illonza, (o Pascal D'Illonza) (Cuneo, 1761 – Torino, 1824), pittore, attivo tra il XVIII e il XIX secolo.